# 週刊女性
『週刊女性』（しゅうかんじょせい）は、主婦と生活社による女性週刊誌。日本で最初に創刊された女性週刊誌である。毎週火曜日発売。

## 概要
- 1957年（昭和32年）3月6日、河出書房（現：河出書房新社）にて創刊されたが、河出書房の倒産に伴いわずか4号で休刊。同年8月、『主婦と生活』など女性雑誌中心の出版社・主婦と生活社が発行を引き継ぎ現在に至る。
- 『女性自身』（光文社）や『女性セブン』（小学館）などと共に3大女性週刊誌の一角を担っているが、発行部数は後発の『自身』『セブン』に差をつけられている。
- 記事内容は芸能ゴシップや社会事件、皇室の話題、美容・健康・グルメに関する情報など他の女性週刊誌と差異はないが、1989年（平成元年）から90年代の一時期は硬派路線に転換。国内外の政治・社会犯罪事件・皇室報道において他誌の追随を許さないほどの勢いがあり、緻密な調査報道と現場主義で定評があった。
- 2013年6月4日号で「矢口真里 夫が目にした衝撃不倫現場」を掲載。同記事は2014年の第20回「編集者が選ぶ雑誌ジャーナリズム賞」スクープ賞を受賞した。
- 2017年12月26日号で「眞子さま嫁ぎ先の“義母”が抱える400万円超の“借金トラブル”」報道をスクープ。この一報から約2カ月後、宮内庁は小室圭との結婚延期を発表している。同記事は2018年の第24回「編集者が選ぶ雑誌ジャーナリズム賞」大賞を受賞した。
- 映画監督の園子温から性加害疑惑を巡る記事について提訴され、訴訟に発展した[2]。その後和解したことが公表された[3]。

## 記載されている漫画作品
- 動物病院わんにゃん事件簿 ハートのしっぽ（あやせ理子）
- ニコラオスの嘲笑 -警部補・森村つぐみ-（郷田マモラ原作・長岡敦子作画）
- こまどりの詩 -ビューティーレジェンド四代記- (桜沢エリカ)

## 発行部数
- 2004年（2003年9月 - 2004年8月） 393,950部[4]
- 2005年（2004年9月 - 2005年8月） 391,092部[4]
- 2006年（2005年9月 - 2006年8月） 378,329部[4]
- 2007年（2006年9月 - 2007年8月） 352,831部[4]
- 2008年（2007年10月 - 2008年9月） 347,714部[4]

|        | 1 - 3月    | 4 - 6月    | 7 - 9月    | 10 - 12月  |
| ------ | ---------- | ---------- | ---------- | ---------- |
| 2008年 |            | 348,875 部 | 342,793 部 | 337,409 部 |
| 2009年 | 326,439 部 | 315,550 部 | 300,959 部 | 303,242 部 |
| 2010年 | 290,000 部 | 292,925 部 | 285,842 部 | 284,400 部 |
| 2011年 | 276,884 部 | 270,000 部 | 271,434 部 | 269,217 部 |
| 2012年 | 266,900 部 | 268,534 部 | 265,125 部 | 260,462 部 |
| 2013年 | 255,025 部 | 260,275 部 | 258,300 部 | 290,777 部 |
| 2014年 | 263,159 部 | 250,292 部 | 236,054 部 | 234,134 部 |
| 2015年 | 228,231 部 | 229,375 部 | 225,000 部 | 218,917 部 |
| 2016年 | 215,000 部 | 214,250 部 | 212,750 部 | 211,167 部 |
| 2017年 | 207,750 部 | 206,208 部 | 204,333 部 | 202,583 部 |
| 2018年 | 199,083 部 | 195,875 部 | 195,500 部 | 196,125 部 |
| 2019年 | 195,208 部 | 196,227 部 | 195,542 部 | 194,308 部 |
| 2020年 | 193,500 部 | 185,875 部 | 180,600 部 | 175,455 部 |
| 2021年 | 162,091 部 | 144,417 部 | 143,136 部 | 140,909 部 |
| 2022年 | 137,364 部 | 135,958 部 | 132,545 部 | 130,583 部 |
| 2023年 | 130,636 部 | 127,833 部 | 125,333 部 | 122,500 部 |
| 2024年 | 118,091 部 |            |            |            |

## 誤報
- 2021年1月5日発売の同年1月19・26日合併号で、「男性アイドルグループのメンバーが新型コロナウイルス感染症に罹患したのは、前年12月に女性と会食したことが原因である」などとした記事を掲載したが、その後そうした事実の確認はできませんでしたとして主婦と生活社の公式ホームページ上で謝罪[5]。
- 2021年2月9日発売の同年2月23日号およびウェブサイト「週刊女性PRIME」で2月8日に掲載された「男性音楽グループのメンバー(掲載当時)が、自身主演の連続ドラマ撮影のリハーサル中にプロレス技をかけてADを負傷させていた」という趣旨の記事に対して番組制作局から事実無根との指摘を受け、再取材した結果、事実確認が出来なかったとして「当該者、制作局及び関係者にお詫びをして、訂正いたします」との謝罪文を主婦と生活社の公式ホームページに掲載[6][7]。